# Cody Miller
Cody Miller (ur. 9 stycznia 1992 w Billings) – amerykański pływak specjalizujący się w stylu klasycznym, medalista igrzysk olimpijskich i mistrzostw świata.

## Kariera pływacka
Pierwsze sukcesy międzynarodowe odniósł na mistrzostwach świata na krótkim basenie w 2014 roku w Dosze, gdzie zdobył dwa medale. Srebro wywalczył w sztafecie 4 × 100 m stylem zmiennym, a brąz w sztafecie 4 × 50 w tym samym stylu. Na tych zawodach startował również we wszystkich konkurencjach stylu klasycznego. Na dystansie 100 m zajął ósme miejsce, a na 50 i 200 m żabką był dziewiąty.
Podczas mistrzostw świata w Kazaniu płynął w sztafecie 4 × 100 m stylem zmiennym i zdobył w niej złoty medal. Na dystansie 100 m stylem klasycznym z czasem 59,86 nie zakwalifikował się do finału i zajął dziewiąte miejsce. 
Na igrzyskach olimpijskich w Rio de Janeiro na dystansie 100 m stylem klasycznym wywalczył brązowy medal i uzyskując czas 58,87 s, ustanowił nowy rekord Ameryki. Podczas ostatniej konkurencji na pływalni olimpijskiej zdobył złoty medal w wyścigu sztafet 4 × 100 m stylem zmiennym, gdzie reprezentacja Stanów Zjednoczonych ustanowiła nowy rekord olimpijski (3:27,95 min).
W 2017 roku podczas mistrzostw świata w Budapeszcie płynął w eliminacjach sztafet zmiennych 4 × 100 m i otrzymał złoty medal, kiedy Amerykanie w finale zajęli pierwsze miejsce. W konkurencji 100 m żabką był piąty, uzyskawszy czas 59,11.
W 2019 otrzymał srebrny medal igrzysk panamerykańskich w konkurencji 100 m st. klasycznym.